# 布爾巴基討論班
布爾巴基討論班（法語：Séminaire Nicolas Bourbaki），是一個現代數學討論班系列，1948年起在巴黎舉行。布爾巴基討論班以公開講座形式進行，並派發講義。布爾巴基討論班，以數學研究的最新且重要的成果為講題，是現代數學主要發展和流行趨勢的指標。討論班的講者幾乎都不是報告自己的成果，而是介紹他人的成果。討論班現時在昂利·龐加萊研究所（Institut Henri Poincaré）舉行，一年四次，分別在1月、3月、6月、11月。自2014年3月起，布爾巴基討論班的影片發佈在Youtube上。

## 類似的討論班
龐加萊討論班（Séminaire Poincaré）是成立於2001年的物理學討論班系列，按照布爾巴基討論班形式進行，因此又名Bourbaphy。
美國數學學會參照布爾巴基討論班的模式，2003年開始在美國數學聯合年會舉辦Current Events Bulletin。